# 瑪麗·厄普斯
瑪麗·亞歷珊卓·厄普斯 MBE（1993年3月7日—）是英格蘭職業女子足球運動員，司職守門員，現效力女子法甲球隊巴黎聖日耳曼。她曾以副隊長身分代表英格蘭參加2023年女子世界盃足球賽獲得亞軍及金手套獎，並於同年當選BBC年度體壇風雲人物。
厄普斯曾效力於萊斯特城、諾丁漢森林、雷丁、曼聯等多支英超及英冠球隊。2018年，她轉會至德國女子甲級足球聯賽豪門狼堡。厄普斯曾代表英格蘭U17、U19、U23參加比賽，她於2017年首次獲得成年國家隊徵召，並幫助英格蘭奪下2022年歐錦賽冠軍及2023年女子世界盃亞軍。此外，厄普斯也曾獲得多項個人榮譽，包括國際足協最佳女子門將、英格蘭年度女子球員、BBC年度女子足球運動員、國際足協年度最佳陣容、IFFHS世界年度最佳女子陣容、IFFHS世界年度最佳女子門將、女子英超賽季金手套獎、PFA年度最佳女子陣容。

## 外部連結
- Soccerway資料庫：瑪麗·厄普斯
- 瑪麗·厄普斯－UEFA國際賽競賽紀錄
- 瑪麗·厄普斯 （页面存档备份，存于）在曼徹斯特聯女子足球俱樂部
- 瑪麗·厄普斯 （页面存档备份，存于）在巴黎聖日耳曼女子足球俱樂部
- 瑪麗·厄普斯 （页面存档备份，存于）在英格蘭足球總會